# Ma Yuan (dynastia Han)
Ma Yuan imię publiczne: Wenyuan, chiń 文淵 (ur. 14 p.n.e., zm. 49 n.e.) – chiński dowódca w służbie cesarza Guangwu (25–57) i protoplasta jednego z najważniejszych rodów epoki Późniejszej dynastii Han (23–220).

## Życiorys
Ród Ma wywodził się z dawnego państwa Zhao. Za panowania Hanów przodek Ma Yuana, Ma Tong, zajmował wysokie stanowisko na dworze cesarza Wu (141–87 p.n.e.), zginął jednak w trakcie kryzysu dynastycznego w 91 p.n.e. Za czasów Ma Yuana siedziba rodu znajdowała się w Fufeng (dzis. Xingping stanowiące jedno z miast metropolii Xianyang).
Ojciec Ma Yuana Zhang zmarł w 3 p.n.e. i odtąd żył on ze swoim starszym bratem Kuangiem. Studiował w stolicy, jednak nie przejawiał wielkiego zamiłowania do nauki. Zamiast podążyć normalną ścieżką urzędniczej kariery, Ma Yuan udał się na północny zachód, gdzie wykorzystując dawne kontakty swojej rodziny dorobił się ogromnego majątku na hodowli. Zasięg jego interesów rozciągał się od doliny rzeki Wei poprzez góry aż do górnego biegu rzeki Han. Miał posiadać tysiące koni, krów, owiec i ogromne zapasy ziarna. Pod koniec panowania Wang Manga (9–23) został mianowany namiestnikiem Hanzhong. Po upadku tego ostatniego uciekł do prowincji Liang (w przybliżeniu dzis. Gansu), gdzie już wcześniej znalazł się jego starszy brat. Wkrótce wstąpił na służbę Wei Ao, który sprawował kontrolę nad doliną rzeki Wei, i uczynił Ma Yuana swoim generałem (將軍, jiangjun).
W 26 Wei Ao wysłał go do Gongsun Shu, który przyjął cesarski tytuł w Chengdu. Chociaż Gongsun Shu był jego dawnym przyjacielem, to zrażony formalnym przyjęciem Ma Yuan odradził Wei Ao zawieranie z nim sojuszu. W 28 udał się z misją do Guangwu, z którym dla odmiany szybko znalazł wspólny język. To podczas ówczesnego pobytu w Luoyangu Guangwu miał zażartować, iż Ma Yuan odwiedził już dwóch cesarzy, jego i Gongsun Shu, na co ten miał wypowiedzieć słynne słowa: „W dzisiejszych czasach nie tylko władcy wybierają sobie poddanych. Poddani także wybierają sobie władców”. Ma Yuan pozostał w stolicy Guangwu aż do następnego roku i wydaje się, że faktycznie już wtedy przeszedł na jego stronę, chociaż na razie ukrywał to przed Wei Ao. Kiedy w 30 wybuchł otwarty konflikt pomiędzy Wei Ao a Guangwu, Ma Yuan już oficjalnie znalazł się w obozie tego ostatniego i przekonywał stronników swojego dawnego pana do przejścia na stronę nowego cesarza. Wskazał armii Guangwu wrażliwe punkty pozycji przeciwnika i narysował mapę regionu, z zaznaczonymi polami ryżowymi i najlepszymi szlakami ataku.
Po pokonaniu Wei Ao w 35 Ma Yuan został mianowany namiestnikiem komanderii Lingxi (ze stolicą w Didao, dzis. Lintao), gdzie już wcześniej walczył z Qiangami pod dowództwem generała Lai Xi. Do 37 udało mu się spacyfikować Qiangów, jednak pomimo jego wysiłków tylko niewielka część dawnych chińskich osadników powróciła na pogranicze. W tej sytuacji Ma Yuan osadził na opuszczonych ziemiach wielu pokonanych Qiangów, co zmniejszyło zewnętrzną presję na granicę. W dłuższym czasie trudne współżycie Qiangów i Chińczyków Han przysporzyło jednak wielu kłopotów prowincji Liang.
Ma Yuan doradzał cesarzowi, by ten przywrócił tradycyjną monetę wuzhu, wycofaną przez Wang Manga, i jego argumentacja odegrała decydującą rolę w podjęciu pozytywnej decyzji w tym zakresie przez Guangwu. W 41 został wysłany do stłumienia rebelii Li Guanga w Lujiang. W 42 natomiast udał się na południe, z misją spacyfikowania buntu Yue pod przywództwem sióstr Zheng Ce i Zheng Er (wiet. Trưng Trắc i Trưng Nhị), który wybuchł w komanderii Jiaozhi, w delcie Rzeki Czerwonej. To właśnie wtedy Ma Yuan miał otrzymać tytuł Generała uspokajającego fale (伏波將軍, Fubo Jiangjun), pod którym przeszedł do historii Azji Południowo-Wschodniej. Po wyczerpującej, rocznej kampanii w trudnym terenie, który sprzyjał chorobom jego wojsk, w 43 Ma Yuan pokonał i zabił siostry Zheng oraz wielu ich zwolenników. Ma Yuan, korzystając ze swoich doświadczeń na północy, przystąpił teraz do realizowania polityki przymusowej kolonizacji, osiedlając wielu pokonanych Yue w specjalnych osadach. Jednocześnie zbudował w regionie wiele mostów, portów, kanałów irygacyjnych i fortyfikacji, tworząc także wiele nowych powiatów (縣, xian). Zmuszając tubylców do przyjęcia chińskich praw przetopił święte bębny z brązu, będące symbolem władzy lokalnych wodzów, na statuę konia, którą wysłano do Luoyangu w darze cesarzowi.
Wczesną zimą 44 Ma Yuan był z powrotem w Luoyangu i chociaż w trakcie kampanii na południu niemal połowa jego armii zmarła na malarię, ci którzy przeżyli zostali teraz sowicie wynagrodzeni. Sam Ma Yuan w nagrodę za swoje zwycięstwo otrzymał tytuł markiza (侯, hou) Xinxi. Kilka tygodni po jego przybyciu do Luoyangu Xiongnu i Wuhuan zaatakowali jego rodzinny powiat Fufeng. Ma Yuan został wysłany przeciwko nim, jednak jesienią 45 poniósł klęskę w walce z Wuhuan, tracąc jedną trzecią powierzonej mu kawalerii. Chociaż Ma Yuan pozostał na froncie północnym przez kilka następnych lat, to raczej nie miał okazji do walki, ponieważ Xiongnu właśnie rozpadli się na Północnych i Południowych, a Wuhuan i Xianbei zwrócili się przeciwko nim. W tej sytuacji Hanowie byli w stanie odzyskać utracone tereny pogranicza i zapewnić powrót na ich ziemie chińskim osadnikom.
W 48 armia generała Liu Shanga została zniszczona przez plemiona Man zamieszkujące wzgórzyste tereny na zachód od jeziora Dongting w komanderii Wuling. Prawdopodobnie czując że znaczenie jego rodu spada po jego ostatnich niepowodzeniach na północy Ma Yuan zadeklarował, że poprowadzi karną ekspedycję, pomimo że miał wówczas już 62 lata. Cesarz miał początkowo wyrażać swoje wątpliwości co do rozważności tego kroku, ustąpił jednak, gdy Ma Yuan wsiadł na konia w pełnej zbroi i rynsztunku. Na wiosnę 49 Ma Yuan zepchnął przeciwnika do jego fortyfikacji i odciął go od zaopatrzenia. To ostatnie było trudne do zdobycia także dla jego własnej armii i sam Ma Yuan zmarł na gorączkę. Ostateczną kapitulację buntowników przyjął jego zastępca Zong Jun.

## Dziedzictwo
Trudności Ma Yuana w trakcie jego ostatniej kampanii i naturalne osłabienie pozycji rodu Ma po śmierci jego głowy wykorzystał ród Dou, którego przywódcą był Dou Rong. Dou i Ma, którzy wywodzili się z sąsiednich regionów północno-zachodnich Chin, łączyła zadawniona rywalizacja. Jeszcze przed śmiercią Ma Yuana na dworze zaczęto oskarżać go o niekompetencję, a po jego odejściu składane jeden po drugim memoriały zaczęły go oczerniać i oskarżać o korupcję. W rezultacie został on pośmiertnie pozbawiony tytułu markiza i zrównany z gminem, a jego rodzinie zezwolono na jego pogrzeb razem z przodkami dopiero po napisaniu sześciu memoriałów.
Być może dostrzegając że potraktował Ma Yuana niesprawiedliwie, lub chcąc zrównoważyć rosnącą siłę Dou i frakcji z Nanyangu, w 52 Guangwu zgodził się jednak przyjąć córkę Ma Yuana do haremu następcy tronu. Była to przyszła cesarzowa Ma, dzięki której Ma odzyskali swoje wpływy. Cesarz Ming (57–75) nie umieścił portretu Ma Yuana wśród galerii najbardziej zasłużonych sług swojego ojca. Kiedy w 74 zmarła wdowa po nim, naprawił jednak jego grób i postawił świątynię na jego cześć. W 78 cesarz Zhang (75– 88) nadał Ma Yuanowi pośmiertny tytuł markiza Zhongcheng (忠成侯, lojalnego i szczerego).
W trakcie swoich kampanii Ma Yuan starał się nie naruszać spokoju ludności cywilnej i wspierać ją przez budowę infrastruktury, takiej jak mury miejskie czy kanały. Wśród Yue był także znany z dotrzymywania zawartych porozumień. Od V wieku wśród Chińczyków na południu rozwijał się kult Ma Yuana jako „Generała uspokajającego fale”, stanowiącego symbol zwycięstwa nad tubylczymi plemionami i chińskiej dominacji w tym regionie. Ten kult Ma Yuana przetrwał także w późniejszym Wietnamie, gdzie był on znany jako Mã Viện, i został niemal całkowicie wykorzeniony przez tamtejsze władze dopiero po wojnie chińsko-wietnamskiej w roku 1979, kiedy został uznany za kult obcego agresora.